# Alignement von Clendy

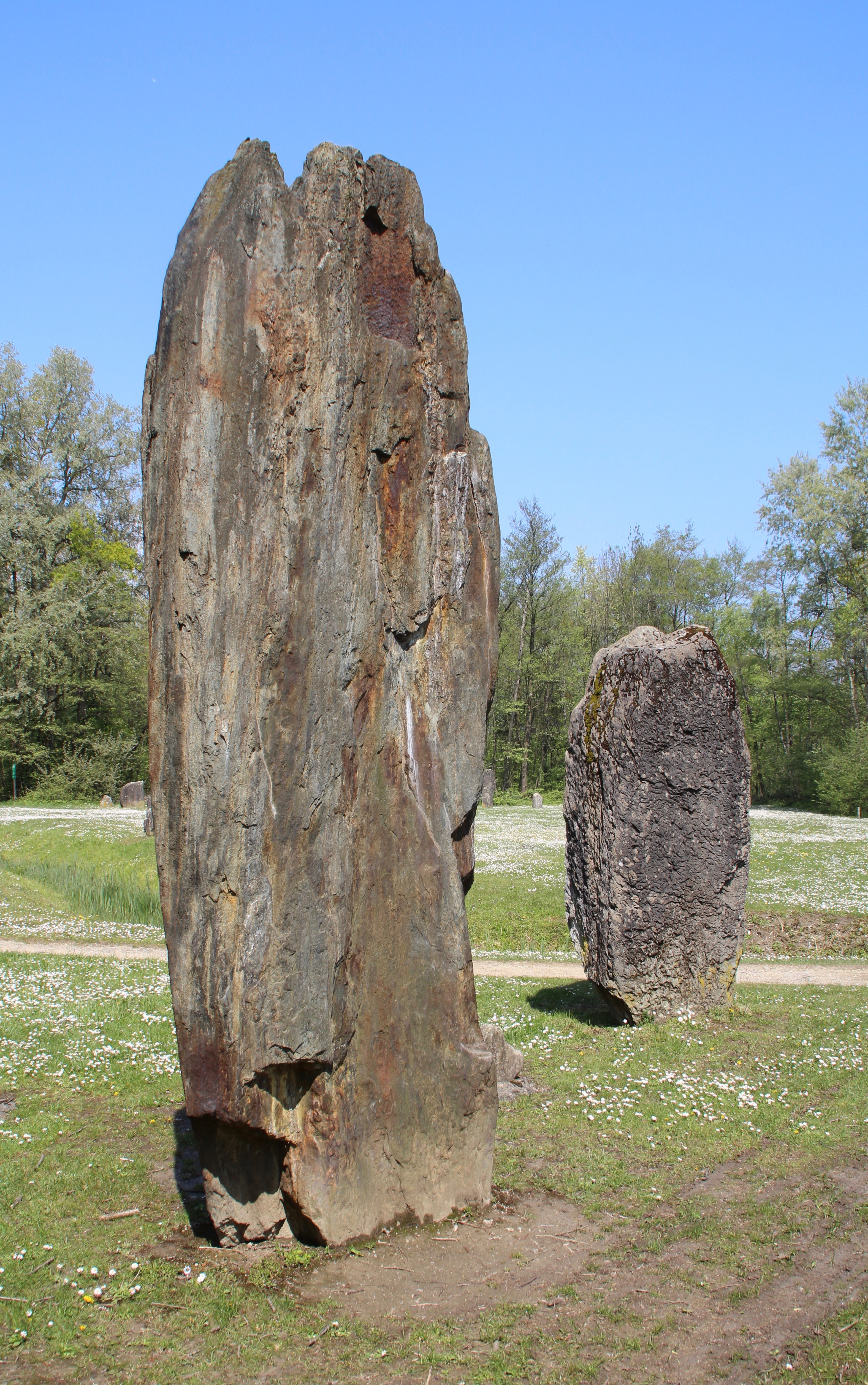
Menhire der Steinreihe

Das Alignement von Clendy ist eine prähistorische Steinallee auf dem Gebiet der Stadt Yverdon-les-Bains im Schweizer Kanton Waadt.

## Lage
Das Alignement liegt in einer Waldlichtung am Ostrand der Stadt am Südwestende des Neuenburgersees, nahe der Hauptstrasse nach Estavayer-le-Lac. Es besteht aus 45 Menhiren und Statuenmenhiren und ist neben der Steinreihe von Lutry und dem Parc la Mutta bei Falera die eindrucksvollste Megalithanlage dieser Art in der Schweiz.
Die Menhire sind in zwei Steinreihen von etwa 50 m Länge und drei südlich der Reihen liegende Gruppen geordnet. Die 0,45 m bis 4,5 m hohen Steine wurden erst 1878 in der Folge der Juragewässerkorrektion bei der Absenkung des Seespiegels entdeckt und 1975 wieder aufgestellt. 1986 wurde die gesamte Anlage restauriert. Manche Steine sind prähistorisch bearbeitet worden und weisen geometrische und anthropomorphe Formen auf. Ein Vergleich mit französischen Dekorformen verweist auf eine früheste Errichtung der Steine durch die Träger der Chassey-Lagozza-Cortaillod-Kultur um 4500–4000 v. Chr. Einzelne Steine können jünger sein, da die Anlage noch bronzezeitlich genutzt wurde.

Alignement von Clendy
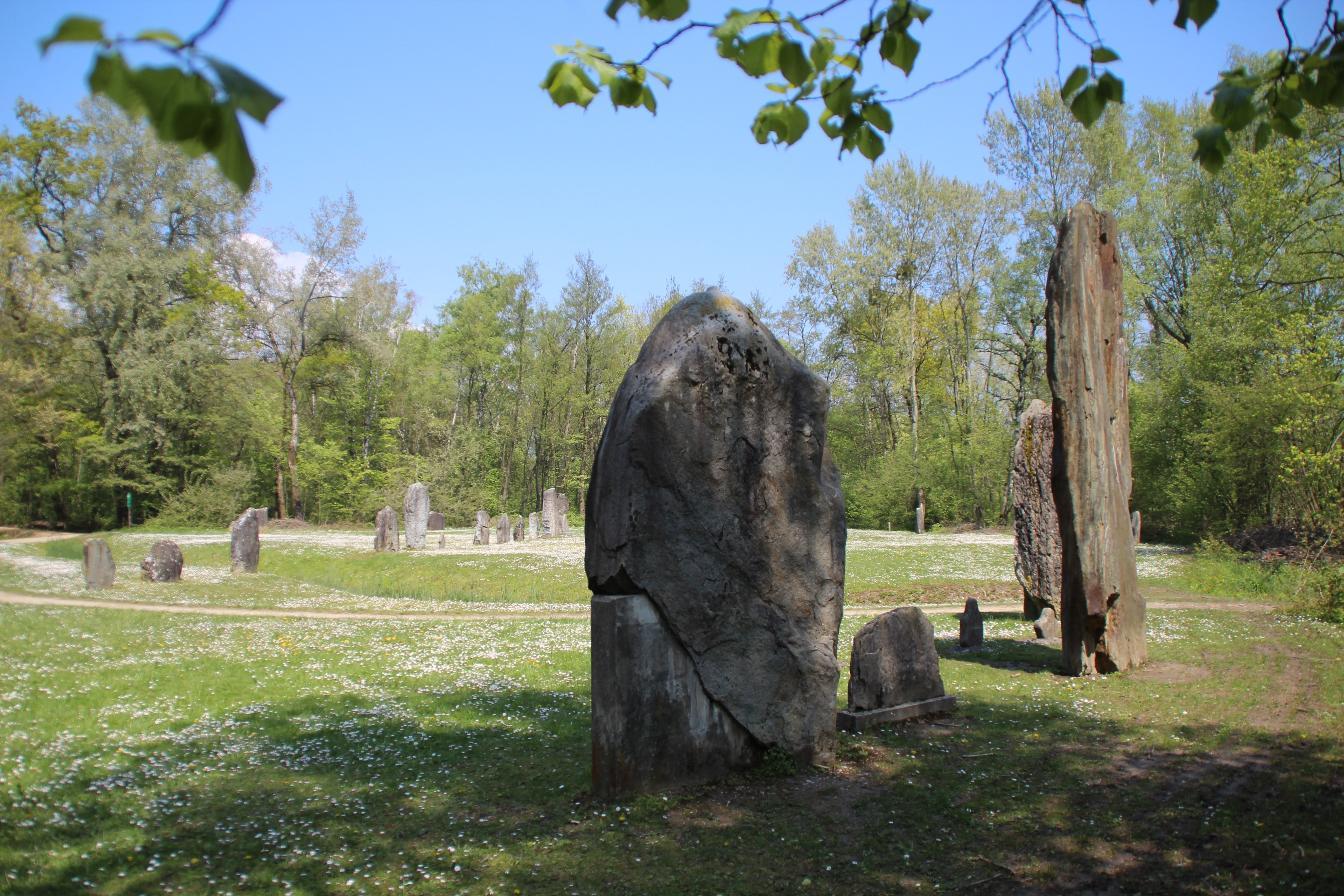
Alignements
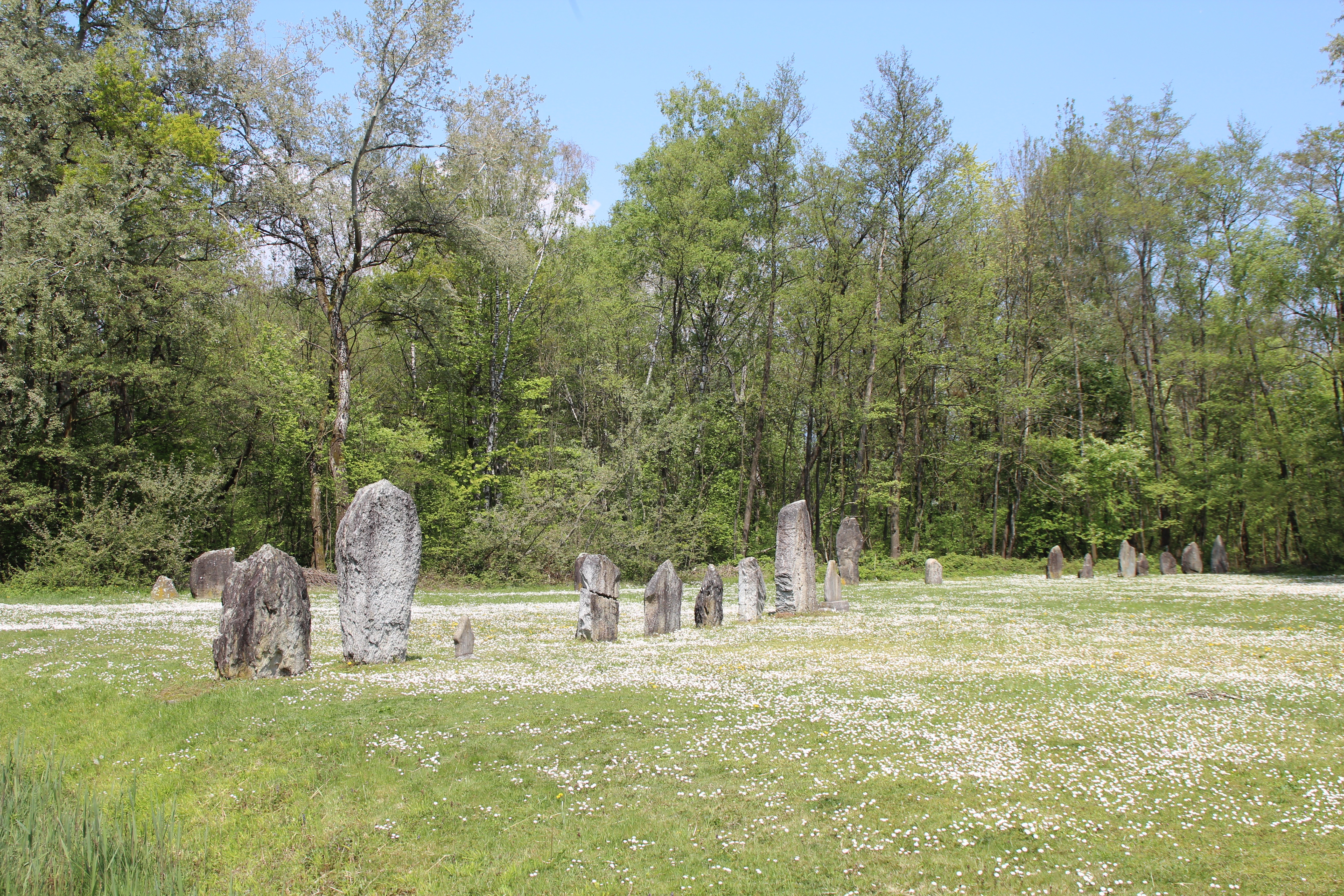
Hauptreihe nach Nordwesten
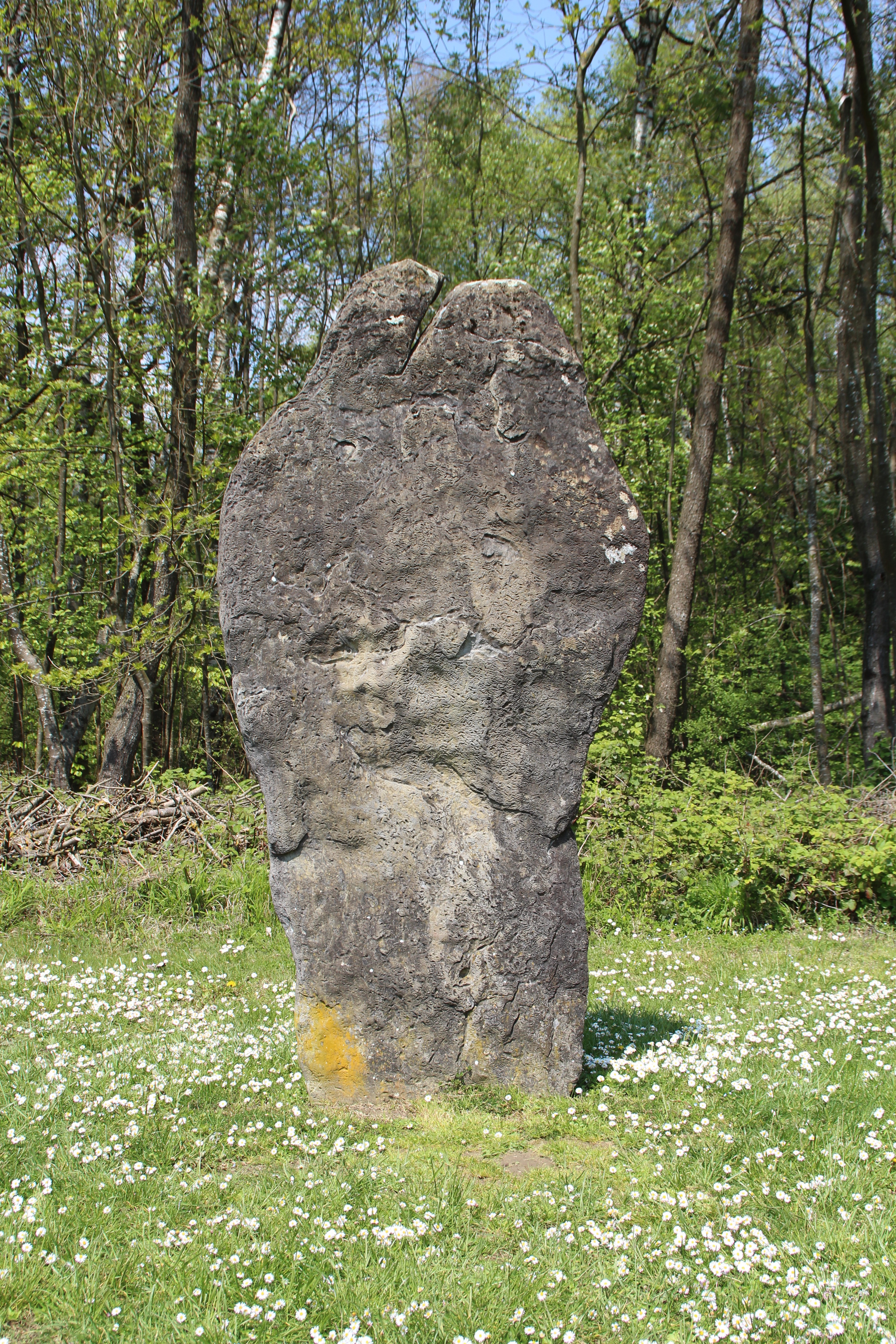
Menhir
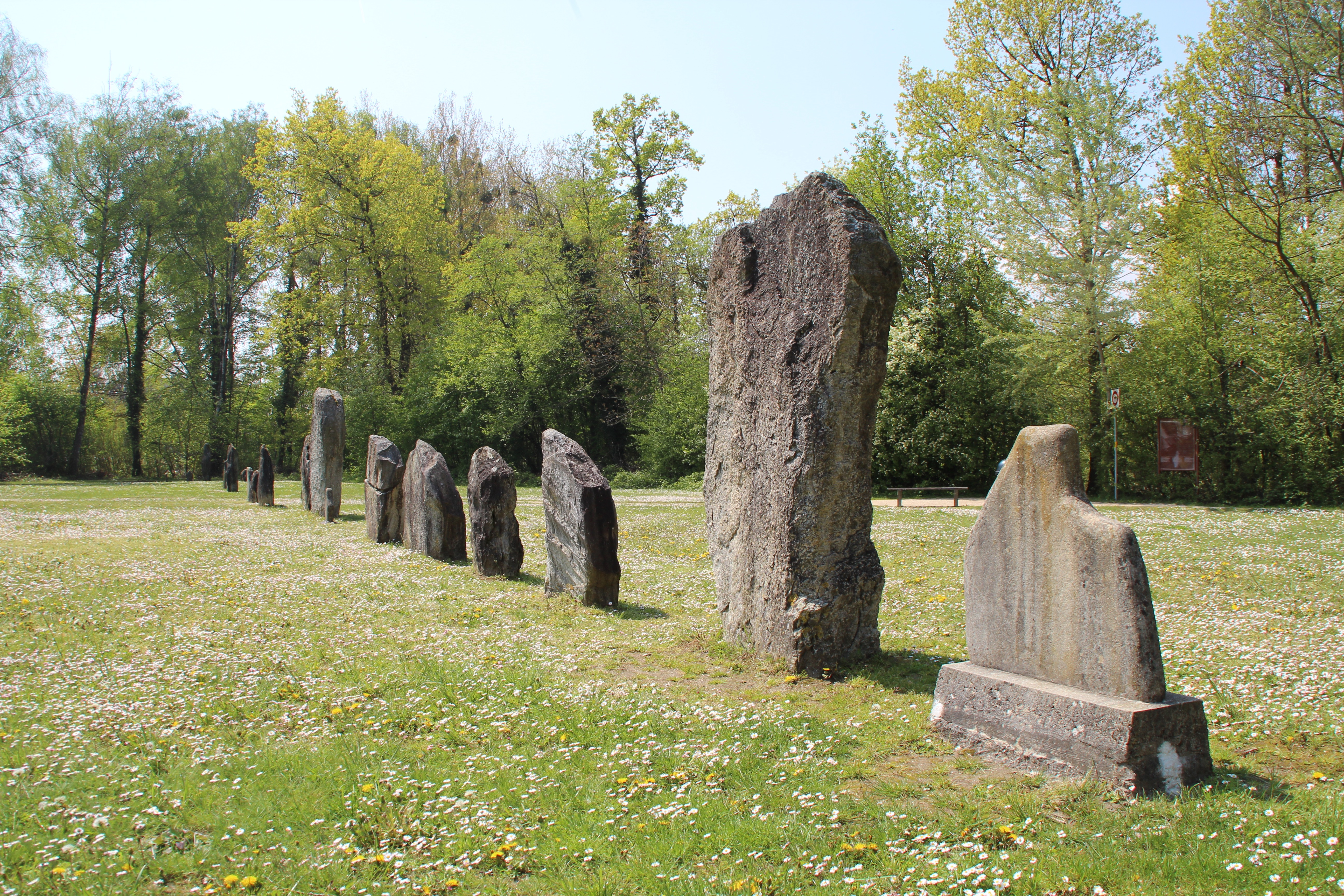
Hauptreihe nach Südosten
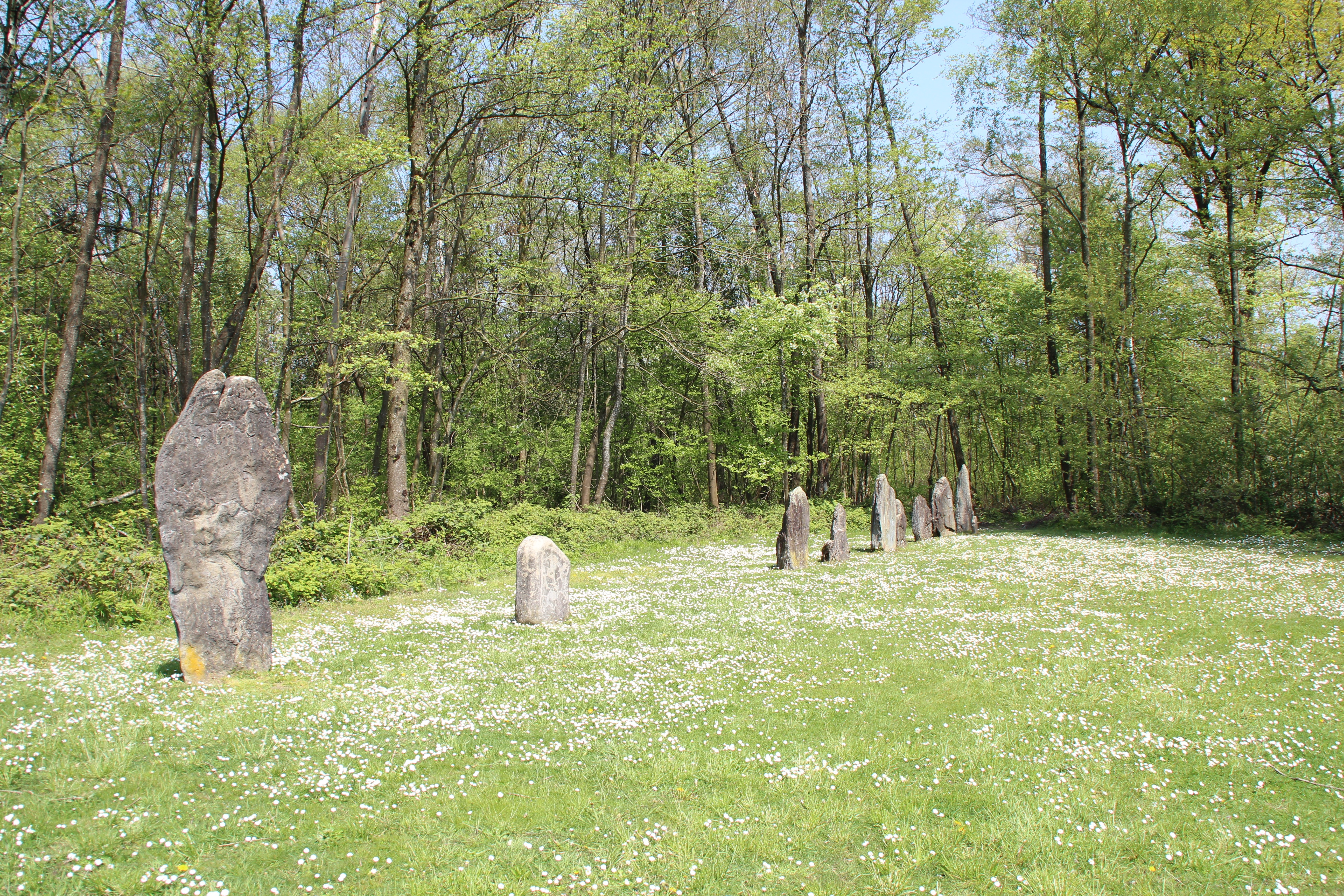
Kleine Reihe

## Kontext
Neben jenen 15 einzeln stehenden Menhiren, mit 2 bis 4 m Höhe, die primär im Gebiet der Juraseen stehen, gab es bis zum Jahre 2002 drei große Alignements, so dass in der Schweiz etwa 100 Menhire und Statuenmenhire bekannt waren.
In Treytel à Sugiez bei Bevaix kam eine Steinreihe aus elf Menhiren zu Tage, von denen zwei zerbrochen und neun vollständig erhalten waren. Im Jahre 2002 wurden in Bevaix zwei Statuenmenhire gefunden, die wahrscheinlich erst im 16. Jahrhundert vergraben wurden. Der grössere Menhir ist etwa 3,35 m lang und 1,4 m breit und wiegt 2,8 Tonnen. Der kleinere ist 2,5 m lang und 0,9 m breit und wiegt 1,2 Tonnen.